# マーク・アルバート
マーク・アルバート（Marc Albert）は、東京を中心に国際的に活動する写真家、映像作家。オランダアムステルダム出身。

## 経歴
オランダ最大の広告代理店FHV/BBDOを経て、ファッションモデルとして活動。
2000年以降、東京に拠点を移し、フォトグラファー、カメラマンとして活動。近年は映像作家としてインコグニートのミュージックビデオなどの撮影を行っている。

## 主な作品
- インコグニート Hands Up (If You Wanna Be Loved)

## 主な受賞歴
- 2012年 America Photographer Forum Magazine Award of Excellence (Best in Photography)賞受賞